# Platte City (Missouri)
Platte City település az Amerikai Egyesült Államok Missouri államában, Platte megyében, melynek megyeszékhelye is. Lakosainak száma 4784 fő (2020. április 1.).

## Népesség
A település népességének változása:

| 2010 | 4 691 |
| 2020 | 4 784 |